# Saut en hauteur masculin aux championnats du monde d'athlétisme en salle 2010
Navigation
2008 2012
Le concours de saut en hauteur masculin des championnats du monde en salle de 2010 s'est déroulé les 12 et 14 mars 2010 à l'Aspire Dome de Doha au Qatar. Il est remporté par le Russe Ivan Ukhov.

## Résultats

### Finale

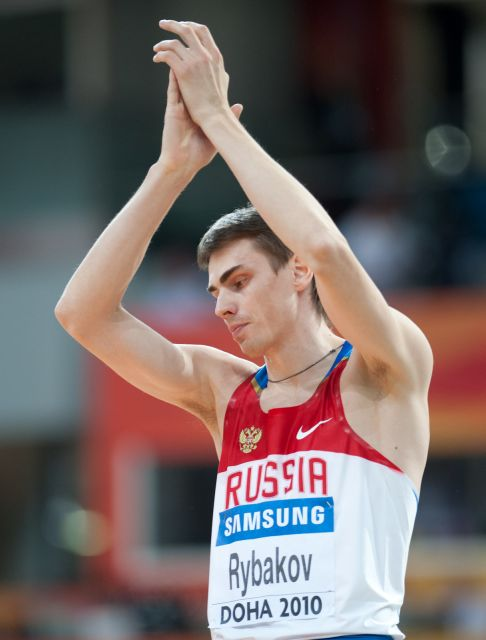
Yaroslav Rybakov, classé 2e à l'issue de la compétition.

| Rang               | Athlète             | Pays        | 2.20 | 2.24 | 2.28 | 2.31 | 2.33 | 2.35 | 2.36 | 2.41 | Marque | Notes |
| ------------------ | ------------------- | ----------- | ---- | ---- | ---- | ---- | ---- | ---- | ---- | ---- | ------ | ----- |
| Médaille d'or      | Ivan Ukhov          | Russie      | o    | o    | x-   | o    | o    | —    | o    | xx   | 2.36   |       |
| Médaille d'argent  | Yaroslav Rybakov    | Russie      | o    | o    | o    | o    | xxx  |      |      |      | 2.31   |       |
| Médaille de bronze | Dusty Jonas         | États-Unis  | o    | o    | o    | xo   | xxx  |      |      |      | 2.31   |       |
| 4                  | Kyriakos Ioannou    | Chypre      | xxo  | o    | o    | xxx  |      |      |      |      | 2.28   |       |
| 5                  | Jesse Williams      | États-Unis  | o    | —    | xo   | xx-  | x    |      |      |      | 2.28   |       |
| 6                  | Kabelo Kgosiemang   | Botswana    | xo   | o    | xxo  | xxx  |      |      |      |      | 2.28   | NR    |
| 7                  | Samson Oni (en)     | Royaume-Uni | o    | o    | xxx  |      |      |      |      |      | 2.24   |       |
| 8                  | Martin Günther (de) | Allemagne   | xo   | xxo  | xxx  |      |      |      |      |      | 2.24   |       |

## Légende
Records et Performances
- AR : Record continental (area record)
- CR : Record des championnats (championship record)
- MR : Record du meeting (meet record)
- NR : Record national (national record)
- OR : Record olympique (olympic record)
- PR : Record paralympique (paralympic record)
- PB : Record personnel (personal best)
- SB : Meilleure performance personnelle de la saison (season's best)
- WL : Meilleure performance mondiale de l'année (world leader)
- WJR : Record du monde junior (world junior record)
- WR : Record du monde (world record)

Circonstances et Conditions
- DNF : N'a pas terminé (did not finish)
- DNS : N'a pas pris le départ (did not start)
- DQ : Disqualification (disqualification)
- NM : Aucun essai valable enregistré (No Mark)
- Q : Qualifié « directement » au prochain tour (ou à la prochaine compétition), lors d'une compétition majeure, grâce au classement ou à la réalisation des minima (automatic qualifier)
- q : Qualifié au prochain tour (ou à la prochaine compétition), lors d'une compétition majeure, grâce au repêchage ou à la réalisation de l'une des meilleures performances parmi celles des « non qualifiés directement » (grâce au meilleur temps ou à la meilleure distance par exemple) (secondary qualifier)